# Darren Till

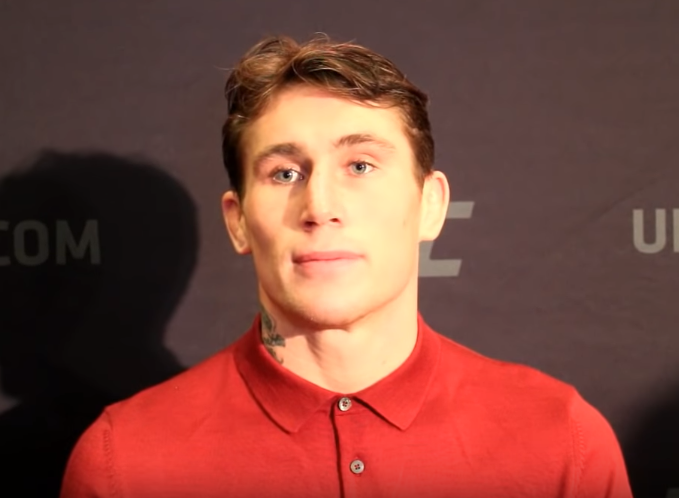
Darren Till 2018

Darren Till (* 24. Dezember 1992 in Liverpool) ist ein britischer Kampfsportler. Er trat im UFC Mittelgewicht an.

## Leben
Till wurde in Liverpool, England geboren. Mit 12 Jahren begann er die Kampfsportart Muay Thai zu trainieren, bevor er sich mit 17 auf Mixed Martial Arts konzentrierte. Im August 2012 wurde Till Teil einer Schlägerei in einer Hausparty, in welcher er mit zwei Messerstichen niedergestochen wurde. Nach eigenen Angaben war dies eine Nahtod-Erfahrung, da das Messer seine Hauptschlagader nur um wenige Millimeter verfehlte. Sein damaliger Trainer riet ihm die Reise nach Brasilien, wo er unter Marcelo Brigadiero in der Kampfkunst des Luta Livre unterrichtet wurde.
Till unterstützte Jair Bolsonaro bei der Präsidentschaftswahl in Brasilien 2018.

## Karriere in der Ultimate Fighting Championship
Till gab sein UFC-Debüt im März 2015 gegen den Brasilianer Wendell de Oliveira Marques. Er kam in den Kampf mit einer ungeschlagenen MMA-Bilanz von 12-0. Die erste Runde wurde hauptsächlich von Marques kontrolliert, der es schaffte, Till gegen den Käfig zu pressen und einige Knie-Attacken zu platzieren. In der zweiten Runde jedoch wurde Marques zu Boden gebracht und Till beendete den Kampf mit einem Ellenbogen-Knockout.

## Kampfstatistik
| Siege | Niederlagen | Unentschieden | No contest (ungültig) |
| ----- | ----------- | ------------- | --------------------- |
| 18    | 5           | 1             | 0                     |